# Pokolj kod Malog Korenovog
Pokolj kod Malog Korenovog, ratni zločin koji su 4. listopada 1991. počinili nepoznati pripadnici HV-a nad šest ratnih zarobljenika i jednim civilom.

## Zločin
Dana 29. rujna 1991. tijekom Bitke za vojarne iz prostora vojarne "Božidar Adžija" koju su još uvijek kontrolirale snage JNA izvršen je topnički napad na Bjelovar. Isti dan vojarna je zarobljena od strane hrvatskih snaga te su vojnici JNA Radovan Barberid, Zdravko Dokman, Radovan Gredeljevid, Ivan Hojsak, Boško Radonjid i još jedna osoba čiji identitet nije poznat kao ratni zarobljenici odvedeni u prostor za zadržavanje PU Bjelovar. Osim njih u prostoru se nalazio i civil Savo Kovač koji je priveden 2. listopada pod optužbom da je bio snajperist.
Prema ranijem dogovoru između pripadnika HV-a zarobljenici su sa Savom Kovačem 4. listopada 1991. izvedeni iz prostora PU Bjelovar i odvedeni u šumu Česma kod Malog Korenovog gdje su strijeljani. Zbog zadobivenih ozljeda preminuli su svi zarobljenici dok je civil Savo Kovač zadobio teške tjelesne ozljede.

## Suđenje
Dana 25. rujna 2001. Županijsko državno odvjetništvo u Bjelovaru podignulo je optužnice protiv Luke Markešića, Zdenka Radića, Zorana Marasa i Ivana Orlovića da su nepoznatim počiniteljima pomogli u provođenju kaznenog djela tako što su im omogućili odvođenje zarobljenika i civila znajući da će isti biti ubijeni. Nakon dvije nepravomoćne oslobađajuće presude koje je obje ukinio Vrhovni sud Republike Hrvatske, presudom Županijskog suda u Varaždinu od 21. prosinca 2007. optuženi su proglašeni krivima te osuđeni na jedinstvene kazne zatovra u trajanju od četiri (Markešić) i tri godine (Radić, Maras i Orlović).
Dana 1. veljače 2011. VSRH je ukinio osuđujuću presudu te predmet još jednom vratio na raspravljanje nakon čega je 17. studenog 2011. donesena presuda kojom su svi optuženici proglašeni nevinima te na nju nije podnesena žalba.